# Laura X
Laura X, född 1940 i Saint Louis, Missouri, är en amerikansk feminist. Hennes ursprungliga namn var Laura Rand Orthwein, Jr., sedan 1962 är hennes officiella namn Laura Shaw Murra. Hon antog, med inspiration av Malcolm X, 1969 namnet Laura X, eftersom hennes "slavnamn" symboliserade patriarkaliskt ägarskap.
År 1968 grundade hon Women’s History Research Centre i Berkeley, Kalifornien, vilket även fungerade som en kvinnojour för misshandlade kvinnor och deras barn. År 1969 startade hon en framgångsrik kampanj för att Internationella kvinnodagen skulle uppmärksammas i hela USA och anordnade det första arrangemanget på denna dag på 22 år i landet. År 1970 var hon en av grundarna av den feministiska tidningen It Ain't Me Babe, för vilken hon var redaktör och utgivare. Hon var även intresserad av kvinnomusik; hon gav konserter tillsammans med Redstockings West och utgav The Women’s Songbook 1971. 
År 1975 startade hon en kampanj mot våldtäkt inom äktenskapet och det var till stor del hennes förtjänst att denna handling 1979 kriminaliserades i Kalifornien. År 1980 startade hon National Clearinghouse on Marital and Date Rape med syfte att sprida kunskaper och ge stöd till kampanjer i andra delstater.